# Гизела Баварская
Гизела Баварская (Gisela, также Gisele, Gizella; также Гизелла Венгерская; ок. 985 — ок. 1033 или в 1065) — блаженная, почитаемая в Римско-католической церкви (дни памяти — 1 февраля и 7 мая).

## Биография
Гизела была дочерью герцога Генриха II Баварского и Гизелы Бургундской. Около 995 года она вышла замуж за короля Венгрии Иштвана I. У Иштвана и Гизелы было как минимум трое детей, в том числе святой Эмерик (Имре), но все они умерли молодыми, не оставив наследников. Овдовев в 1038 году, Гизела подверглась преследованиям со стороны нового короля Петра Орсеоло: тот конфисковал собственность королевы и заключил её под стражу. Наследовавший Петру Самуил Аба продолжил его политику. Гизела была вынуждена в 1045 году вернуться в Баварию. Там она удалилась в монастырь Нидернбург в Пассау и стала аббатисой. Там она умерла и похоронена.
Мощи Гизелы в Веспреме и её гробница в Пассау привлекали многих паломников. Ещё в XVIII веке появлялись предложения канонизировать Гизелу, но безуспешно. В 1975 году Гизела была признана Католической церковью блаженной. Память блаженной Гизелы — 7 мая (день Гизелы в католических календарях) и 1 февраля.

## Галерея

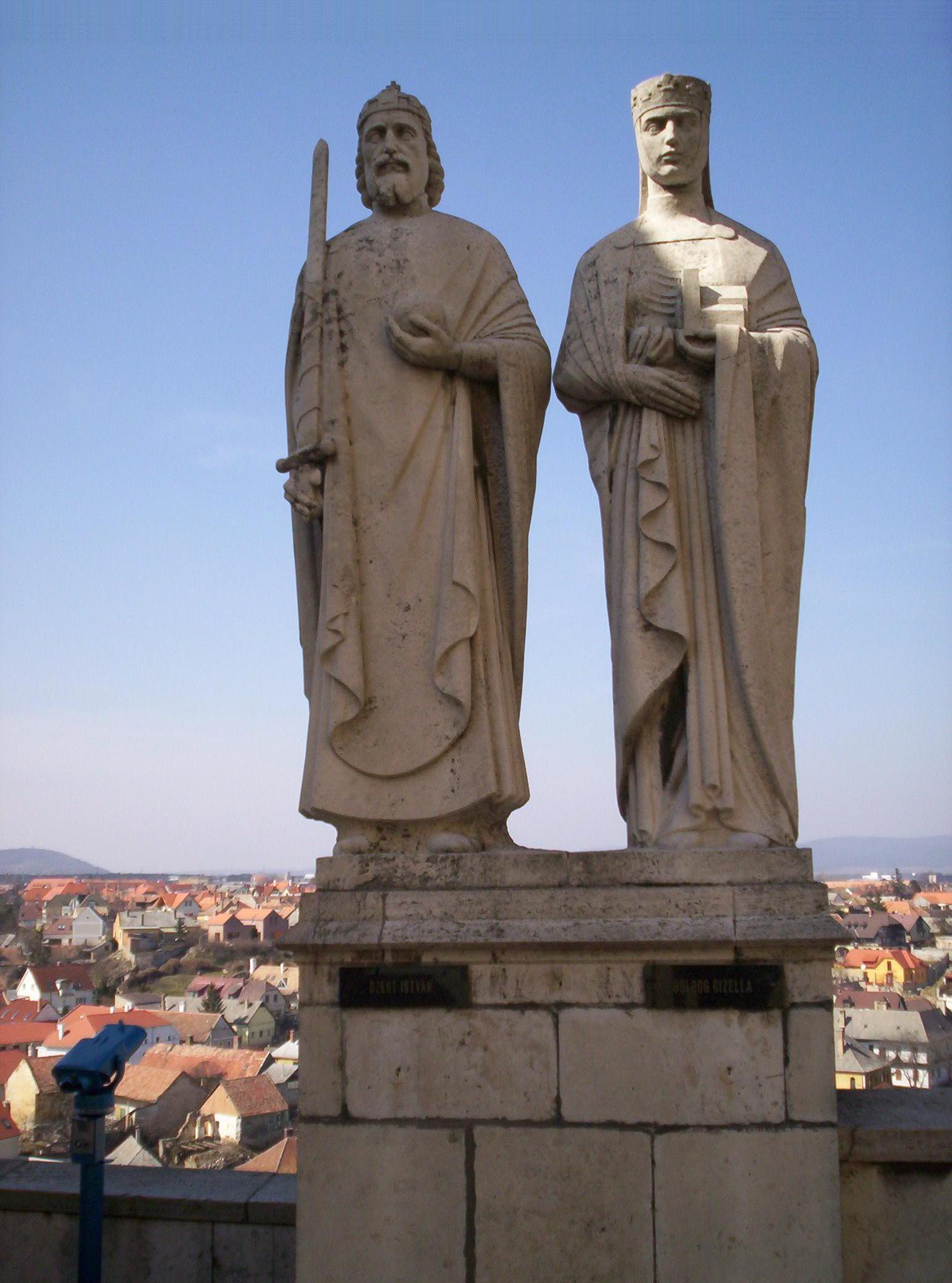
Памятник святым Иштвану и Гизеле в Веспреме
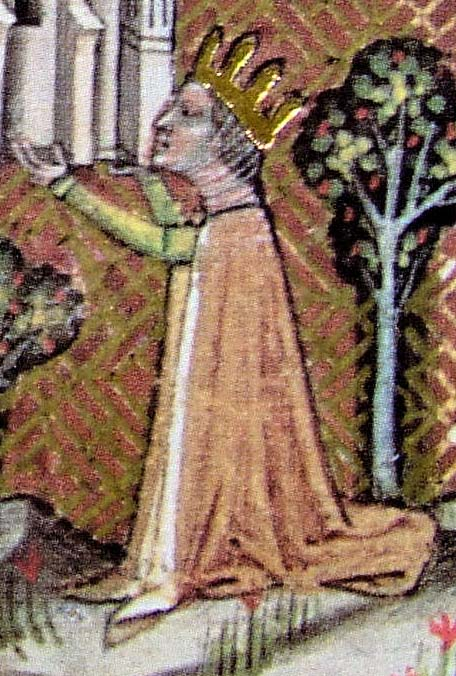
Гизела Баварская
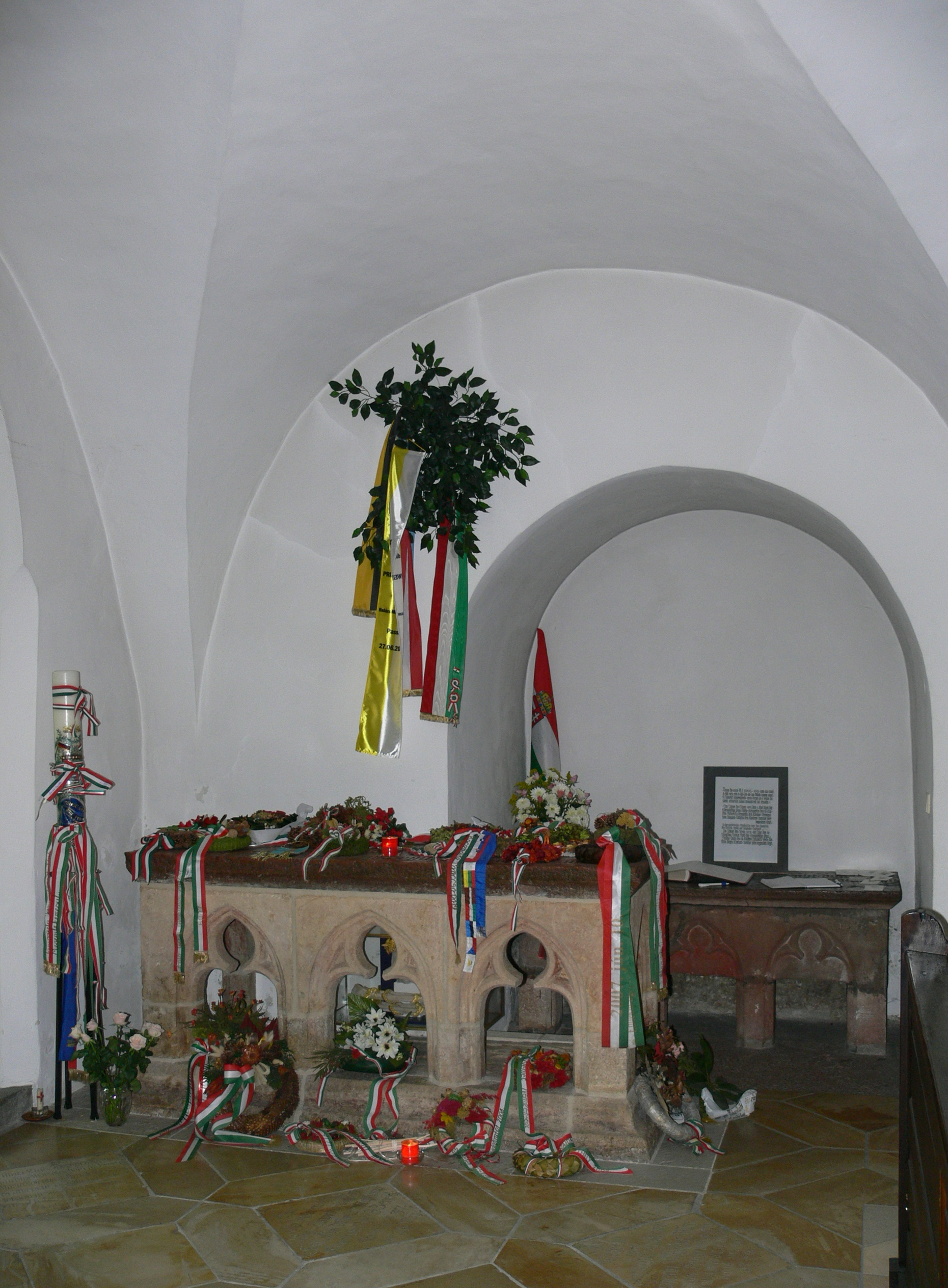
Гробница Гизелы Баварской